# بروس هارت
بروس هارت (بالإنجليزية: Bruce Hart)‏ (و. 1950  م) هو مصارع رياضي، ومصارع محترف كندي، ولد في غريت فولز، مونتانا.

## التعليم
تعلم في ستامبيد ريسلينغ ‏.

## وصلات خارجية
- بروس هارت على موقع IMDb (الإنجليزية)
- بروس هارت على موقع WrestlingData.com (الإنجليزية)
- بروس هارت على موقع CageMatch worker (الإنجليزية)
- بروس هارت على موقع قاعدة بيانات المصارعة على الإنترنت (الإنجليزية)
- بروس هارت على موقع عالم المصارعة على الإنترنت (الإنجليزية)
- بروس هارت على موقع عالم المصارعة على الإنترنت (الإنجليزية)

- بروس هارت في قاعدة بيانات الأفلام على الإنترنت